# Eutelia olivaceiplaga
Eutelia olivaceiplaga är en fjärilsart som beskrevs av Bethune-Baker 1906. Eutelia olivaceiplaga ingår i släktet Eutelia och familjen nattflyn. Inga underarter finns listade i Catalogue of Life.